# أولاد الإخوة

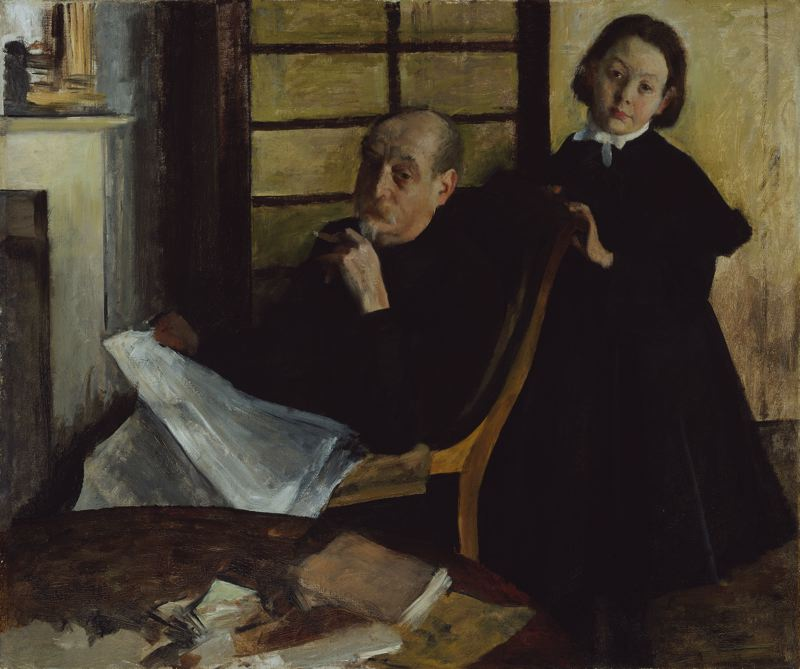

أولاد الإخوة هم أولاد الأخ والأخت من ذكور وإناث، فالولد في اللغة هو الابن أو البنت وإخوة جمع لأخ والأخت، على وجه التغليب. وفي لسان العرب يطلق المولى على ابن الأخت، كما يطلق على القريب، وابن العم ونحوه، والابن والعم والصهر. وفي المحكية العامية يقال أبناء الإخوة ويُقصد به الابن والبنت، وهو إطلاق خاطئ، ذلك أن الأبناء جمع ابن، والابن في العربية لفظ مختص بالذكور من الأولاد ومؤنثه لفظ بنت الخاص بالبنات. ويُقال حفيد الأخ أو حفيدته للإشارة إلى الجيل التالي من أبناء الأخ، وكذا حفيد الأخت وحفيدتها.